# Invisible (cortometraje)
Invisible es un cortometraje español de 2015, dirigido por Germán Sancho, con guion de Germán Sancho y Daniel Moreno, y protagonizado por Lorenzo Milá, Julio César Herrero, José Vaquero, Daniel Moreno, Daniel Rovalher (de la compañía teatral Ron Lalá) y Carmen Andrés.

## Sinopsis
Un prestigioso programa de divulgación científica centra su atención sobre Francisco García. Su caso, que parece amenazar las leyes físicas más elementales, alcanza una repercusión mediática sin precedentes. ¿Dónde está la verdad en esa historia?

## Reparto
| ACTOR               | PERSONAJE                              |
| ------------------- | -------------------------------------- |
| Lorenzo Milá        | Presentador                            |
| Julio César Herrero | Presentador de “Espacio Ciencia”       |
| José Vaquero        | Director de “Espacio Ciencia”          |
| Manuel Artero       | Voz en off de “Espacio Ciencia”        |
| Alejandro Arrese    | Ron Green (Doctor en física)           |
| Jaime Hermida       | Compañero de colegio                   |
| Ana Torrico         | Susana Rodríguez (INED)                |
| Carmen Andrés       | Carmen López (Madre)                   |
| Eugenio González    | José Luis García-Belinchón (Decano)    |
| Alicia G. Montano   | Defensora del Espectador               |
| Paco Obregón        | Javier Soldevilla (Policía)            |
| Daniel Rovalher     | Daniel García (Hermano)                |
| Daniel Moreno       | Francisco García                       |
| Isabel Cobo         | Carolina Cuesta (Compañera de colegio) |

## Guion y dirección
"Invisible" es el primer proyecto de ficción de su director y coguionista, Germán Sancho (Madrid, 1979). Licenciado en Comunicación Audiovisual por la Universidad Europea de Madrid, su carrera profesional está vinculada a TVE desde el año 2005. Durante 9 años fue realizador adjunto en la segunda edición del Telediario y desde septiembre de  2013 es el realizador de La noche en 24 horas, del Canal 24 Horas de TVE. Además, imparte clases de realización en el Master en documental y reportaje periodístico transmedia de la Universidad Carlos III de Madrid, en el Master de Realización de la Universidad Complutense de Madrid y en el Master de Periodismo de la Universidad Rey Juan Carlos. En la actualidad (2017), trabaja en la preproducción de su segundo cortometraje de ficción.

## Rodaje y distribución
Más de dos años después de que el guion comenzara a tomar forma, en noviembre de 2012 se inició el rodaje de “Invisible”. Se prolongó por espacio de nueve meses, en diferentes lugares de la Comunidad de Madrid, entre ellas, las instalaciones de TVE en Torrespaña, el Museo Geominero y el Colegio de Médicos, en la ciudad de Madrid, así como localizaciones en Villaconejos y Aranjuez, localidad de procedencia de buena parte del equipo técnico y artístico del cortometraje.
El estreno internacional de “Invisible” tuvo lugar en el Festival “Cine a la calle” de Barranquilla, en Colombia, el 10 de mayo de 2015. Desde entonces se ha exhibido también en Perú, Argentina, Chile, México y Estados Unidos, donde ha sido seleccionado por el Festival Full Bloom de Carolina del Norte. En España, tras su proyección en diversos festivales, fue presentado en el Teatro Real Carlos III de Aranjuez, el 29 de noviembre de 2015, en una gala conducida por el periodista de TVE y escritor, Carlos del Amor.

Entre otros certámenes, “Invisible” ha sido finalista en los festivales Urban TV y Cortos con Ñ, ambos en Madrid, y ha sido seleccionado por el Festival Iberoamericano de cortometrajes ABC. El corto se ha exhibido en Madrid, Andalucía, Cataluña, Murcia y Canarias. En octubre de 2017 se proyecta en el C Screen Festival de Sardañola del Vallés (Barcelona), completando así un ciclo de dos años y medio de exhibición en festivales nacionales e internacionales. En este tiempo, Freak y Promofest se han encargado de su distribución.

### Proyecciones
| FECHA                       | FESTIVAL DE CORTOMETRAJES                                                                       |
| --------------------------- | ----------------------------------------------------------------------------------------------- |
| 14 de mayo de 2015          | XV Festival "Cine a la Calle" de Barranquilla (Colombia)                                        |
| 10 de agosto de 2015        | XIX Festival de Cine de Lima (Perú)                                                             |
| 10 de septiembre de 2015    | XX Certamen Audiovisual de Cabra (Córdoba)                                                      |
| 22 de septiembre de 2015    | Festival Cortos con Ñ de Madrid                                                                 |
| 10 de octubre de 2015       | Festival Internacional de Cortometrajes de la Cuenca del Salado (Argentina)                     |
| 20 de octubre de 2015       | Semifinal del Festival Cortos con Ñ de Madrid                                                   |
| 9 de noviembre de 2015      | VII Festival de cortometrajes para la Diversidad Andoenredando de Torre-Pacheco (Murcia)        |
| 10 de noviembre de 2015     | XIII Festival Internacional Urban TV 2015 de Madrid                                             |
| 14 de noviembre de 2015     | XIII Festival de cortometrajes CinemAjalvir de Ajalvir (Madrid)                                 |
| 29 de noviembre de 2015     | Teatro Real Carlos III de Aranjuez (Madrid)                                                     |
| 3 de mayo de 2016           | III Festival Internacional Santiago Arizón de San Vicente dels Horts (Barcelona)                |
| 23-28 de mayo de 2016       | X Festival de Cine de los Derechos Humanos Cineotro de Valparaíso (Chile)                       |
| 14 de junio de 2016         | Final del Festival Cortos con Ñ de Madrid                                                       |
| Septiembre de 2016          | Incorto Film Festival de México D.F. (México)                                                   |
| 22-26 de septiembre de 2016 | II Full Bloom Festival de Statesville (Carolina del Norte, EE. UU.)                             |
| 20 de octubre de 2016       | VI Muestra de Cine Astronómico "Tiempo Sur" de Puntagorda (La Palma)                            |
| Otoño 2016                  | V Festival Internacional de Cortos de la Diversidad Social TODOS SOMOS OTROS de México          |
| 12-18 de diciembre de 2016  | VIII Festival Internacional Creatividad, Innovación y Cultura Digital ESPACIO ENTER de Canarias |
| 14 de octubre de 2017       | II [C]Screen Festival (Ficción) de Sardañola del Vallés de Barcelona.                           |